# Quercus sichourensis
Quercus sichourensis är en bokväxtart som först beskrevs av Yung Chun Hsu, och fick sitt nu gällande namn av Cheng Chiu Huang och Yong Tian Chang. Quercus sichourensis ingår i släktet ekar, och familjen bokväxter. Inga underarter finns listade i Catalogue of Life.